# پاسکال گوییو
پاسکال گوییو (فرانسوی: Pascal Guyot‎؛ زادهٔ ۲۶ دسامبر ۱۹۵۹) دوچرخه‌سوار اهل فرانسه است.